# Tomoyuki Arata
Tomoyuki Arata (荒田 智之 Arata Tomoyuki?,  nacido el 3 de octubre de 1985 en Shizuoka, Shizuoka) es un exfutbolista japonés. Jugaba de delantero y su último club fue el Nagano Parceiro de Japón. En 2008 fue nombrado Novato del Año de la J2 League.

## Trayectoria

### Clubes
| Club                        | País  | Año         |
| --------------------------- | ----- | ----------- |
| Mito HollyHock              | Japón | 2008 - 2009 |
| Júbilo Iwata                | Japón | 2010 - 2012 |
| JEF United Chiba (préstamo) | Japón | 2012        |
| Fagiano Okayama             | Japón | 2013 - 2014 |
| Matsumoto Yamaga            | Japón | 2015        |
| Oita Trinita                | Japón | 2015        |
| Nagano Parceiro             | Japón | 2016 - 2017 |

## Palmarés

### Títulos nacionales
| Título         | Club         | País  | Año  |
| -------------- | ------------ | ----- | ---- |
| Copa J. League | Júbilo Iwata | Japón | 2010 |

### Títulos internacionales
| Título           | Club (*)     | Sede     | Año  |
| ---------------- | ------------ | -------- | ---- |
| Copa Suruga Bank | Júbilo Iwata | Shizuoka | 2011 |

(*) Incluyendo la selección

### Distinciones individuales
| Distinción                     | Año  |
| ------------------------------ | ---- |
| Novato del Año de la J2 League | 2008 |